# Stor-Lomtjärnen, Medelpad
Stor-Lomtjärnen är en sjö i Timrå kommun i Medelpad och ingår i Gådeåns huvudavrinningsområde. Sjöns area är 0,028 kvadratkilometer och den befinner sig 178 meter över havet.